# Америчка крстарица Хјустон
Америчка крстарица Хјустон (енгл. USS Houston) била је тешка крстарица морнарице САД поринута 1930. године. Потопљена је у бици у Сундском пролазу, 28. фебруара 1942.

## Карактеристике
По ограничењима Вашингтонског уговора о разоружању из 1922, депласман крстарица био је ограничен на 10.000 тона, а калибар главне артиљерије на 203 мм. На тим основама САД  су изградиле 18 крстарица типа Пенсакола (1929), Августа (1930), Портланд (1932) и Минеаполис (1933), депласмана од 9.100-9.900 тона и брзине 32,5 kn (60,2 km/h). Распоред главне артиљерије код типа Пенсакола био је 10 топова у две троцевне и две двоцевне оклопне куле, а код типа Августа 9 топова у три троцевне куле.  Елевација топова главне артиљерије повећана је на 42 степена, а домет на око 30.000 м. Топови помоћне артиљерије, укључујући и противавионску артиљерију, размештени су на средњем делу брода и заштићени оклопним штитовима.
Тешка крстарица Хјустон, поринута 1930, била је тзв. вашингтонска крстарица типа Августа. Имала је депласман од 9.050 тона, брзину од 32,5 kn (60,2 km/h) и погонске машине снаге 107.000 КС. Била је дуга 182 и широка 20,1 м, са газом од 5 м. Била је наоружана са 9 топова од 203 мм, 4 од 127 мм и 2 од 47 мм. Торпедних цеви није било. Била је заштићена оклопним појасом дебљине 76 мм, главна палуба имала је оклоп од 25 мм, а топовске куле оклоп од 38 мм. Посада је имала 611 морнара и официра.